# Taeniophyllum asperatum
Taeniophyllum asperatum är en orkidéart som beskrevs av Rudolf Schlechter. Taeniophyllum asperatum ingår i släktet Taeniophyllum och familjen orkidéer. Inga underarter finns listade i Catalogue of Life.